# آندريه كيسكا
آندريه كيسكا هو رئيس جمهورية سلوفاكيا الجديد ورجل الأعمال الشهير ولد في الثاني من فبراير عام 1963 في مدينة بوبراد شمال سلوفاكيا والتي تعتبر من أهم مدن الشمال السلوفاكي كونها تقع على عتبات جبال التترا الكبرى. ولد كيسكا وسط اسرة من المدرسين وفي العام 1986 أكمل بنجاح شهادتة في الهندسة في مجال الإلكترونيات الدقيقة بكلية الهندسة الكهربائية من جامعة سلوفاكيا التقنية في براتيسلافا. بدأ عمله كمصمم في مدينة بوبراد مسقط رأسه وفي العام 1990 توجه إلى الولايات المتحدة الأمريكية للعمل في مجالات تجارية متنوعة منها المضاربة في الاسهم وتبادل السلع التجارية.
عاد كيسكا إلى سلوفاكيا في ديسمبر كانون الأول عام 1991، وفي مارس عام 1992 عمل جنبا إلى جنب مع شقيقه ياروسلاف في إنشاء شركة محدودة لإنتاج مصوغات الذهب والمجوهرات في سلوفاكيا واوسترافا. في الـ 8 من أكتوبر 1996 اسس شركة للعمل في مجال الإلكترونيات الاستهلاكية اتسعت تدريجيا إلى الأثاث، والسلع الرياضية، ولعب الأطفال، وانشطة أخرى متنوعة، وفي العام 1999 توسعت الشركة للعمل في الولايات المتحدة الأمريكية لتكون شبكة من عائلة شركات اتحدت ونمت تدريجيا واتسعت لتستحوذ في العام 2005 على خمسة من أكبر الشركات التجارية الكبرى في البلاد.
ويحظى رجل الأعمال آندريه كيسكا بشعبية كبيرة في سلوفاكيا من خلال الأعمال الخيرية الذي قام بها، إذ تفيد المصادر أنه أسس عام 2006 «جمعية الملائكة الخيرية» التي قدمت مساعدات لأكثر من 140 ألف مريض مصاب بمرض السرطان.

## الترشح للانتخابات الرئاسية
أعلن آندريه كيسكا في أكتوبر 2012 ترشحه للانتخابات الرئاسية لأول مرة. وفي العالم الحالي 2014 ترشح كيسكا للانتخابات الرئاسية لينافس رئيس الوزراء السلوفاكي روبرت فيكو حيث جاءت اغلبية الاصوات لصالحه ليتفوق على منافسه رئيس الوزراء الديمقراطي الاجتماعي روبرت فيكو، الذي نال 40.64 في المئة من جملة الأصوات، وفق البيانات التي أعلنها مكتب الإحصاء في موقعه الرسمي. واعترف فيكو بخسارته، وصرح لوسائل الاعلام فور علمه بالنتيجة «أهنيء أندريه كيسكا رئيس سلوفاكيا الجديد، وأشكر المراقبين والمشاركين في الانتخابات». وتخطت نسبة التصويت 50 في المئة، أي أكثر بسبع نقاط من نسبة المشاركة في الجولة الأولى التي جرت قبل أسبوعين. وسيخلف كيسكا بهذه الانتخابات الرئيس إيفان جاسباروفيتش الذي تنتهي فترة ولايته الثانية والأخيرة. وكانت المعارضة دعت للتصويت لصالح «كيسكا»؛ بعد أن حصل «فيكو» على 28% من الأصوات في الجولة الأولى من الانتخابات.

## روابط خارجية
- آندريه كيسكا على موقع IMDb (الإنجليزية)
- آندريه كيسكا على موقع مونزينجر (الألمانية)
- آندريه كيسكا على موقع قاعدة بيانات الفيلم (الإنجليزية)